# 2b2t
2b2t (2builders2tools) — многопользовательский сервер Minecraft, созданный в декабре 2010 года. Один из старейших работающих серверов, а также самый старый анархический сервер в Minecraft. Мир 2b2t также является самой старой серверной картой в игре, которая не была сброшена с момента её создания. Поскольку сервер является анархическим, он практически не имеет правил, поэтому на сервере широко распространены гриферство и читерство. Сообщалось, что в октябре 2015 года сервер занимал более 800 гигабайт на диске и стоил 90 долларов в месяц за содержание. По данным владельца сервера, по состоянию на февраль 2025 года этот показатель увеличился до 58 200 гигабайт с более 948 935 уникальными игроками. В среднем на сервер заходит около 1100 игроков в день.

## История

### Основание
Логотипы
Сервер 2b2t был основан в декабре 2010 года; с тех пор он работает без перебоев. Основатели известны только по именам пользователей; самого известного из них обычно называют Hausemaster или Housemaster. На сервере почти нет правил, запрещены только эксплойты, ломающие игру, администраторы сервера обычно не вмешиваются в дела игроков.
В статье Брендана Колдуэлла «Ridealong: The Ruin Of Minecraft’s Most Obscene Server» Джеймс Растлс, игрок 2b2t и блогер, рассказал о появлении 2b2t так:
Это был сервер в Garry’s Mod. Короче, парень, который запустил сервер в Garry’s Mod, создал сервер Minecraft с тем же посылом — ты можешь делать всё, что хочешь — и затем отдал сервер одному из своих друзей, которого мы знаем как Hausemaster.
Вскоре после своего создания сервер начал рекламироваться на интернет-форумах, таких как 4chan, Facepunch Studios и Reddit. Пользователи этих платформ массово заходили на сервер благодаря полной свободе, которую он предоставлял. Некоторые игроки с разных форумов нападали друг на друга и на свои базы в игровом мире. Со временем основатели перестали играть в Minecraft, но сервер продолжил работать благодаря сформировавшемуся большому сообществу игроков. 25 марта 2012 года один из игроков создал сабреддит, посвящённый серверу. В начале 2013 года объём генерирующегося процедурно игрового мира 2b2t составлял более 500 гигабайт. К концу 2015 года этот объём увеличился почти до одного терабайта, а стоимость его поддержки составляла 90 долларов США в месяц.

### Приток игроков
1 июня 2016 года популярный ютубер TheCampingRusher загрузил видео, на котором он играл на 2b2t. Это видео вызвало массовый приток новых игроков из числа зрителей канала. Видео набрало более двух миллионов просмотров менее чем за четыре месяца с момента загрузки. Игроки переполнили сервер и создали дополнительную нагрузку на оборудование, используемое для его размещения и работы, объединив разрозненные группы старых игроков против новичков. Хотя новые игроки, которых называли «Рашерами», в то время значительно превосходили по численности старых игроков, у последних были годы опыта и ресурсы.
Некоторые игроки создавали внутриигровые приспособления, предназначенные исключительно для перегрузки сервера, с целью затруднить игру на нём TheCampingRusher и его фанатам. Новые игроки разрушали базы и памятники на сервере, которые простояли годами, что частично и вызвало такую реакцию со стороны опытных игроков. Когда Ройзин Киберд из Newsweek спросила Housemaster’а, одобряет ли он массовый приток новых игроков, тот ответил, что «2b2t определённо не пострадал — по моему мнению, так и должно быть: абсолютный хаос».

#### Очередь
В 2016 году была добавлена очередь для входа на сервер. До её введения на сервере одновременно находилось около десяти игроков, однако в пиковый момент в очереди стояли тысячи игроков. Очередь давала более ранним игрокам 2b2t приоритет над новыми, но эта функция была удалена через год. Обычная очередь движется очень медленно и может содержать более тысячи игроков. Ожидание в очереди описывается как обременительная задача. Игроки могут заплатить 20 долларов США, чтобы получить доступ к отдельной «приоритетной» очереди на один месяц.

#### Эксплойт Nocom
В 2018 году группа игроков под названием Nerds Inc. обнаружила баг в серверном программном обеспечении 2b2t, позволявший отправлять запросы на генерацию отдалённых участков мира, которые в нормальных условиях игроки видеть не могут. Загрузка огромных территорий создаёт высокую нагрузку на сервер, и Nerds Inc. использовали это для того, чтобы вызывать лаги на сервере. Это делалось с намерением побудить разработчиков PaperMC — модифицированного серверного ПО, используемого на 2b2t — выпустить исправление бага.
Однако в процессе исправления была допущена новая уязвимость: сервер стал отвечать на запросы по удалённой местности только в том случае, если эта местность уже была загружена, то есть находилась рядом с игроком. Это дало возможность всем, кто знал об уязвимости, проверить, находится ли в определённой точке мира игрок, а если да — считывать окружение вокруг него. Nerds Inc. получили возможность в реальном времени отслеживать всех находящихся в онлайне игроков и видеть окружающий их ландшафт, включая склады с ценными ресурсами и постройки.
Сопоставляя время входа и выхода игроков с загрузкой и выгрузкой конкретных областей, Nerds Inc. могли не просто определить наличие игрока в регионе, но и точно установить его местоположение. Один из участников группы разработал адаптивную систему отслеживания, которая делала эксплойт ещё эффективнее, используя метод Монте-Карло для предсказания маршрутов движения игроков — в ответ на внедрение сервером ограничений частоты запросов, мешающих более простым методам поиска.
За три года сбора данных было накоплено около 2 терабайт информации о ландшафте, перемещениях игроков и расположении баз. Одна из групп, пересекавшаяся по составу с Nerds Inc., получила доступ к координатам множества баз и провела масштабные рейды, захватив 200 миллионов игровых предметов. Они держали эксплойт в секрете, выдумывая фальшивые версии разрушения баз и намеренно вводя других в заблуждение. Уязвимость была названа Nocom — сокращение от no comment.
В 2021 году другая группа под названием Infinity Incursion независимо создала более примитивную версию эксплойта Nocom. Из-за их менее скрытного использования уязвимости о ней начали узнавать и другие группы, и к июню 2021 года информация о Nocom стала распространяться. 15 июля 2021 года администратор сервера Hausemaster внедрил изменения, устранившие уязвимость. В результате Nocom были найдены и разрушены или ограблены в общей сложности около 15 000 баз. Рич Стэнтон из PC Gamer назвал Nocom одним из самых значимых событий в истории сервера.

### Обновление до версии 1.19 и выше
14 августа 2023 года 2b2t обновился до версии Minecraft 1.19 после многих лет работы на Minecraft 1.12. Несколько дополнений к серверу, например, удаление некоторых неиспользуемых фрагментов и «мягкий сброс экономики предметов», который уменьшал количество определённых предметов в инвентаре и хранилище игрока, вызвали негативную реакцию сообщества.
25 августа Housemaster объявил, что сервер временно вернётся к версии 1.12, а затем обновится до версии 1.19 без спорных изменений, а также объявил о возможности возврата средств за приоритетную очередь для тех, кто заплатил за неё и остался недоволен изменениями. 29 марта 2024 года сервер обновился до версии 1.20, а 6 марта 2025 года — до версии 1.21. 4 июня 2025 года сервер был обновлён до версии 1.21.4.

## Культура
1. Рендер области спавна в 2b2t по состоянию на конец 2017 года, на котором показаны различные уровни спавна с постепенным разрушением по мере приближения к центру мира.
2. Рендер, сделанный с той же точки обзора в феврале 2020 года. По сравнению с рендером 2017 года видно, что разрушения в зоне появления значительно увеличились с течением времени.

Культура 2b2t, как и анархичных серверов Minecraft в целом, отличается враждебностью и нигилизмом. Чтобы выжить, игрокам обычно приходится прятать припасы и быть хорошо вооружёнными, следует ожидать, что персонажа игрока будут убивать очень часто.  Давние игроки часто враждебно относятся к новичкам на сервере, которых нередко называют «ньюфагами». В чате на сервере присутствует спам, троллинг и оскорбления, а также расистские высказывания, угрозы убийства и нацистская пропаганда. Также распространены ссылки на непристойный контент и скримеры. Игроки намеренно лгут другим, чтобы заманить их в ловушки в определённых местах. Распространённое правило среди игроков — никому не доверять. Вокруг зоны, где игроки впервые появляются на сервере, намеренно размещаются ловушки: лавовые ямы,  ямы с визерами, а также порталы, ведущие либо в лаву, либо в замкнутые обсидиановые камеры, которые вынуждают игроков отключаться от сервера и заново ждать длинную очередь на вход. Некоторые игроки создают крупные препятствия, называемые «лавакастами», многократно выливая воду и лаву по каменным лестницам, формируя горы, пирамиды или стены из булыжника. Эти структуры полностью окружают зону появления игроков (спавн), и многие из них достигают максимальной высоты карты.
Время от времени происходят события, в которых десятки игроков объединяются, чтобы взять под контроль спавн на некоторое время — для строительства крупной базы, массового убийства новых игроков или разрушения чужих построек. Эти события называются «вторжениями». Неопытным игрокам может понадобиться множество попыток и несколько часов, чтобы «сбежать» из зоны спавна, где ресурсы уничтожены на территории, простирающейся на тысячи блоков во все стороны. Наиболее частой причиной смерти становится голод — персонажи умирают, не сумев выбраться из зоны спавна. Без использования читов или багов игрок может пройти примерно 1 500 блоков без еды, прежде чем умереть от голода.
Опытные игроки обитают на большом расстоянии от спавна, где относительно безопасно играть и строить. По мере удаления от спавна карта становится менее разрушенной, появляются деревья и животные. Для передвижения от спавна используются построенные игроками дороги. Всё, что построено на сервере, может быть в любой момент разрушено другими игроками, если будет найдено.
Игроки часто используют модифицированные клиенты Minecraft с читами, такими как подсвечивание определённых блоков и автоматическое прицеливание, а также радары, подсвечивающие других игроков и мобов; эти модификации не запрещены, так как на 2b2t отсутствуют правила. Такие клиенты значительно упрощают навигацию и выживание в игровом мире. Игроки без этих клиентов оказываются в невыгодном положении. Поскольку карта сервера существует уже более десяти лет, у 2b2t сформировалась замкнутая субкультура с собственной историей и духом. Мартин Пол Ив, исследователь цифровых гуманитарных наук, отметил, что вики, документирующая историю 2b2t, «описывает внутриигровую вселенную как нечто целостное». Он сравнил её с ресурсами, документирующими варез-сцену: они взаимодействуют с субкультурой напрямую и остаются трудными для понимания без личного опыта.

## Реакция
2b2t получил смешанные отзывы от средств массовой информации. Многие новостные ресурсы хвалят анархическую природу сервера, но осуждают его непристойность и враждебность. Другие считают его худшим сервером в Minecraft, включая Роберта Гатри из Kotaku и Эндрю Пола из Vice, которые описали этот сервер как «фантастический мир возможностей и ужасов». Брендан Колдуэл из Rock, Paper, Shotgun описал 2b2t как самый непристойный сервер в игре. Крейг Пирсон из PCGamesN назвал его самым отторгающим сервером Minecraft, отметив чёрствость и непристойность 2b2t, проявляющиеся в виде неприличного языка, свастик и токсичных игроков. В 2013 году в ещё одной статье PCGamesN от Джереми Пила была анонсирована Minecraft Realms — хостинговая служба, позволяющая брать в аренду серверы для многопользовательской игры до десяти игроков. Он заявил, что это будет простым и безопасным способом удержания детей подальше от 2b2t, что является следствием сложной и небезопасной природы сервера.
Ройзин Киберд на The Independent и Newsweek описала сервер как тёмную сторону Minecraft, место красоты и ужаса. Киберд назвала сервер адом, заявив, что он «небезопасен», поскольку даёт «полную свободу действий для ваших самых тёмных дел». Киберд пришла к выводу, что привлекательность игры на сервере происходит из-за того, что он выдержал враждебную среду. В статье и видеоролике IGN 2013 года место появления игроков 2b2t было названо одной из шести лучших вещей в Minecraft, а сервер был описан как «финальный босс серверов Minecraft» и «праздник разрушения и равнодушия». В статье была отмечена склонность 2b2t к гриферству, читерству и непристойным действиям игроков, а также указано, что игроки «с толстой кожей» должны посетить 2b2t хотя бы один раз. В статье Кэтрин Апостолакус «Аналоги религиозного насилия в Minecraft» автор описала анархическую природу 2b2t как то, чем задумывался Minecraft, и рассказала, как богатая история развивалась на сервере с момента его основания.
С 8 сентября 2018 по 24 февраля 2019 года сервер 2b2t был представлен на выставке Videogames: Design/Play/Disrupt в Музее Виктории и Альберта в Лондоне. Целью выставки было исследование видеоигр и процесса их разработки, а также то, как они увлекают игроков и какие социальные и этические вопросы с ними связаны. Minecraft занял заметное место в третьем разделе экспозиции, посвящённом играм, в которых игроки «сами становятся создателями и дизайнерами, часто в рамках больших онлайн-сообществ». 2b2t представлял именно этот аспект Minecraft и демонстрировался наряду с 15 другими видеоиграми. Сервер был описан как «усыпанный археологическими остатками своей истории... палимпсест ландшафта, многократно переписанный враждующими игроками, хакерами, внедряющими гигантские структуры в мир, и волнами интернет-сообществ, которые либо опустошали его, либо пытались обосноваться внутри».
Серверу был посвящён один из выпусков подкаста P3 Spel на Шведском радио. В нём 2b2t был назван самым обсуждаемым сервером Minecraft. 
В книге The Ultimate Minecraft Creator, изданной спортивным издательством Triumph Books в 2014 году, отмечается, что несмотря на ненормативную лексику и поведение игроков, сервер предлагает уникальный опыт для тех игроков, которые готовы мириться с его негативными аспектами. Позже сервер неоднократно упоминался в других книгах издательства. В книге Introduction to Game Design, Prototyping, and Development (с англ. — «Введение в игровой дизайн, прототипирование и разработку»), изданной образовательным издательством Pearson Education в 2017 году, сервер 2b2t был описан как «адский пейзаж», а его природа — как наиболее соответствующая концепции компьютерных игр жанра песочницы, одной из который и является Minecraft.

### Комментарии
1. ↑  Обсидиан является самым прочным материалом в игре.